# Márkus Luca
Márkus Luca (Debrecen, 1996. február 18. –) magyar színésznő.

## Életpályája
Az általános iskolát Hajdúszoboszlón végezte, ahol családjával élt. 2015-ben érettségizett a debreceni Ady Endre Gimnáziumban. 2012-ben a Debrecen hangja című tehetségkutató nyertese volt. 2015–2020 között a Színház- és Filmművészeti Egyetem hallgatója, Hegedűs D. Géza és Forgács Péter osztályában. Egyetemi gyakorlatát a Vígszínházban töltötte, 2020-tól társulati tag.
Vőlegénye 2022–2023-ben Brasch Bence színész volt.

## Fontosabb színházi szerepei

### Vígszínház
- Wéber Kata: Egy nő anatómiája ...Monika Nitovski, Maya húga (2024)
- Schiller: Ármány és szerelem ...Luise, a lánya (2024)
- Hanoch Levin: Krum ...Doopa (2023)
- Peter Schaffer: Amadeus ...Katherina Cavalieri, Salieri tanítványa (2023)
- Nick Payneː Inkognitó.... Húszas-harmincas nő (Vígszínház, 2022)
- Csehov: Sirály.... Nyina (Vígszínház, 2021)
- Katarina Durica: A rendes lányok csendben sírnak.... Hilda (Vígszínház, 2021)
- Florian Zeller: Az apa.... Egy nő (Pesti Színház, 2020)
- John Cassavetes: Premier.... Lena; Brenda, pincérnő; Vivian asszisztense (Vígszínház, 2019)
- Presser Gábor-Sztevanovity Dusán-Horváth Péter: A padlás.... Süni, fiatal lány, aki hegedülni tanul (Vígszínház, 1988)
- Szirmai Albert–Bakonyi Károly–Gábor Andor: Mágnás Miska.... Jella, Rolla (Vígszínház, 2019)
- J.M Synge: A Nyugat császára.... Susan (Pesti Színház, 2020)
- Charlie Chaplin: A diktátor.... Nővér (Vígszínház, 2018)
- Henrik Ibsen: John Gabriel Borkman.... Frida Foldal (Pesti Színház, 2018)
- Hadar Galron: Mikve.... Miki (Pesti Színház, 2020)
- L. Frank Baum–Harold Arlen–E.Y. Harburg: Óz, a csodák csodája.... Dorothy (Vígszínház, 2015)
- F. Scott Fitzgerald–Kovács Adrián–Vecsei H. Miklós–ifj.Vidnyánszky Attila: A nagy Gatsby.... szereplő (Vígszínház, 2019)

### Egyéb
- Ezeregyéjszaka ...Alida (Szegedi Szabadtéri Játékok, 2023)
- Szajré (Ódry Színpad, 2020)
- Jean-Paul Marat üldöztetése és meggyilkolása, ahogy a charentoni elmegyógyintézet színjátszói előadják De Sade úr betanításában.... szereplő (Ódry Színpad, 2019)
- Amphitryon.... szereplő (Ódry Színpad, 2019)
- Ahogy tetszik.... szereplő (Ódry Színpad, 2018)
- Pixel.... szereplő (Ódry Színpad, 2018)
- Elsötétítés.... szereplő (Ódry Színpad, 2018)
- Az élet álom.... szereplő (Ódry Színpad, 2018)
- Légy jó mindhalálig.... szereplő (Csokonai Színház, 2013)

## Filmes és televíziós szerepei
- Liberté '56 (2007) – Kislány
- Csak színház és más semmi (2017) – asszisztens
- Korhatáros szerelem (2017) – Sári
- Tóth János (2018)
- Egynyári kaland (2018–2019) – Katica
- Seveled (2019) – Trendi csaj
- Drága örökösök (2019–2020) – Dr. Kékesi Laura
- A tanár (2021–2022) – Nikol
- A besúgó (2022) – Panka
- Együtt kezdtük (2022) – Renátó sógornője
- Blokád (2022) – fiatal Fülepp Klára
- Ida regénye (2022) – Boriska
- Drága örökösök – A visszatérés (2022–2024) – Dr. Kékesi Laura
- Megtorlás (2023) – Kat
- Ki vagy te (2023) – Lea
- A mi kis falunk (2023) – Konrád Gabi
- A renitens (2024) – Maja
- Hogyan tudnék élni nélküled? (2024) – Kata
- Reménytelenül (2025) – Szántó Judit

## Díjai, elismerései
- Varsányi Irén-emlékgyűrű (2021, 2025)[12][13]
- Ruttkai Éva-emlékgyűrű (2022)[14]
- Junior Prima-díj (2024)[15]